# 翁塞斯
翁塞斯是德国巴伐利亚州的一个市镇。总面积36.79平方公里，总人口1142人，其中男性578人，女性564人（2011年12月31日），人口密度31人/平方公里。